# Jinshan
Jinshan (chinois traditionnel : 金山區 ; pinyin : Jīnshān) est un district de Nouveau Taipei, à Taïwan. Il attire chaque année de nombreux touristes grâce à ses sources chaudes et à sa proximité de Chin Pao San et du musée Ju Ming. Le district abrite le Dharma Drum Buddhist College, une institution d'enseignement supérieur fondée par les moines du Dharma Drum Mountain dévoués aux principes du Bouddhisme Zen.

## Origine du Nom
Cette zone fut, à l'origine, peuplée d'aborigènes Ketagalan qui l'appelait "Ki-ppare" (basay: Quimourije), ou "récolte exceptionnelle" en français. Plus tard, son nom fut changé en Kimpauli (金包里; Pe̍h-ōe-jī: Kim-pau-lí). Le choix de ces caractères fut probablement influencé par la découverte de poussières d'or dans les criques de sulfure. En 1920, pendant l'occupation japonaise de Taïwan, la zone fut renommée Kenayama Village (金山庄), appartenant au district de Kīrun (基隆郡), sous la juridiction de la préfecture de Taihoku.

## Géographie
- Superficie : 49,21 km2
- Population : 22 273 habitants (janvier 2016)

## Attractions touristiques
- Chin Pao San
- Musée Ju Ming
- Îlots Zhutai
- Yangmingshan

## Personnalité liée au district
- Lee Hong-chi, acteur